# Пам'ятник Петру Багратіону (Москва)
Пам'ятник Петру Багратіону в Москві — пам'ятник російському генералу від інфантерії, князю грузинського походження, герою війни 1812 року Петру Івановичу Багратіону в столиці Російської Федерації місті Москва. 
Напис на пам'ятнику: «Петру Ивановичу Багратиону благодарное отечество».

## Загальні дані
Пам'ятник Петру Багратіону розташований на Кутузовському проспекті 32 (парна сторона, права по дорозі з центру) в сквері ім. Багратіона перед діловим комплексом «Башта-2000» (Західний адміністративний округ Москви). Са́ме таке́ розташування — затиснутість у вузькому сквері і близькість фасадів сусідніх будинків, а також відсутність перспективи через висотну новобудову викликає деякі нарікання в доцільності розташування монумента.
Пам'ятник було урочисто відкрито 5 вересня 1999 року.
Автори пам'ятника — відомий грузинський скульптор академік Мераб Мерабішвілі та московський архітектор Борис Іванович Тхор. 
Матеріали — бронза (скульптура), граніт (п'єдестал).

## Опис
Монумент являє собою кінну скульптуру — кінь та його вершник — князь Багратіон, встановлену на трапецієподібному постаменті. 
Князь зображений звитяжним полководцем Російської Вітчизняної війни 1812 року — він кличе у бій своїх воїнів, цей заклик до атаки «читається» в цілеспрямованому погляді князя, його поставі, помаху клинка в правій руці, притримуванні лівою рукою повіддя коня. 

## Галерея

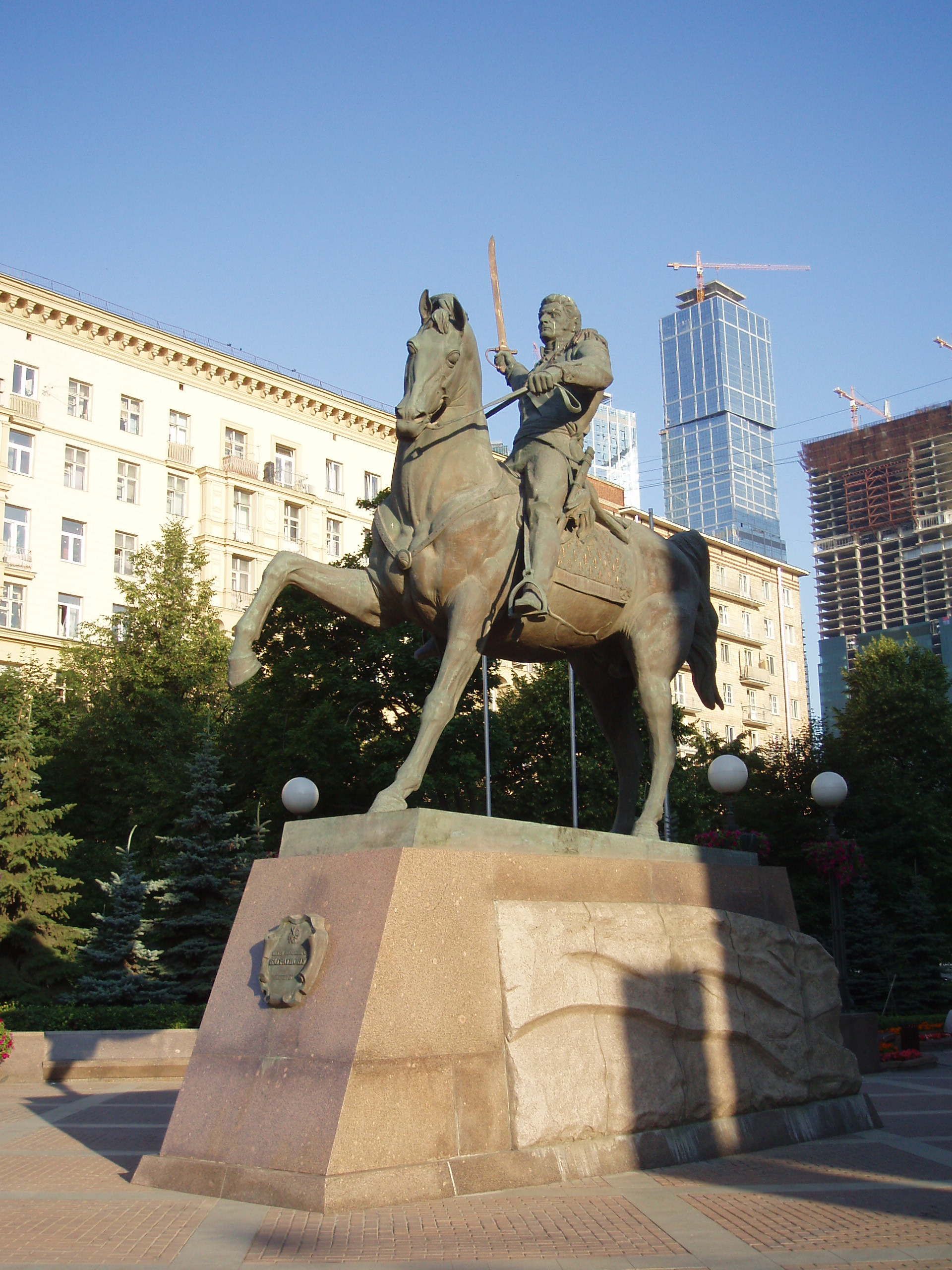
Один із ракурсів виду на пам'ятник
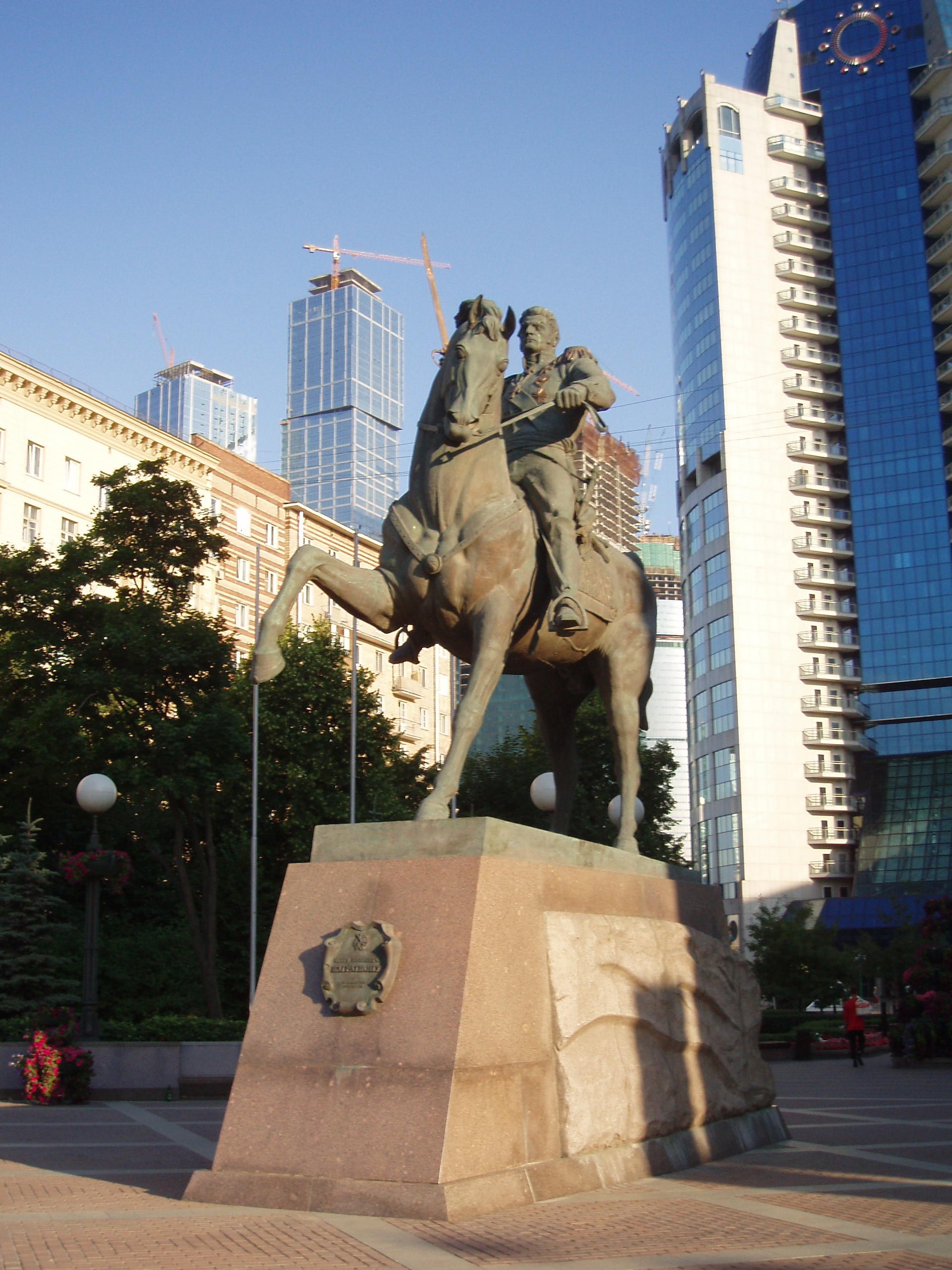
Вид в профіль демонструє затиснутість пам'ятника між висотками

## Виноски
1. ↑  Поляков Олег Памятник Петру Багратиону в Москве [Архівовано 29 травня 2008 у Wayback Machine.] // www.museum.ru/1812/ (Інтернет-проект «1812 рік») [Архівовано 7 лютого 2009 у Wayback Machine.] (рос.)